# Caradrina balucha
Caradrina balucha är en fjärilsart som beskrevs av Swinhoe 1885. Caradrina balucha ingår i släktet Caradrina och familjen nattflyn. Inga underarter finns listade i Catalogue of Life.